# Чамран (Марказі)
Чамран (перс. چمران) — село в Ірані, у дегестані Ак-Кагріз, у бахші Новбаран, шагрестані Саве остану Марказі. За даними перепису 2006 року, його населення становило 441 особу, що проживали у складі 124 сімей.

## Клімат
Середня річна температура становить 12,24°C, середня максимальна – 31,36°C, а середня мінімальна – -9,39°C. Середня річна кількість опадів – 249 мм.
| Клімат поселення                              | Клімат поселення | Клімат поселення | Клімат поселення | Клімат поселення | Клімат поселення | Клімат поселення | Клімат поселення | Клімат поселення | Клімат поселення | Клімат поселення | Клімат поселення | Клімат поселення | Клімат поселення |
| Показник                                      | Січ.             | Лют.             | Бер.             | Квіт.            | Трав.            | Черв.            | Лип.             | Серп.            | Вер.             | Жовт.            | Лист.            | Груд.            |                  |
| Середній максимум, °C                         | 7,17             | 8,51             | 13,33            | 19,58            | 24,30            | 29,94            | 31,36            | 30,43            | 26,14            | 20,44            | 13,88            | 7,75             |                  |
| Середня температура, °C                       | −1,1             | 0,24             | 5,05             | 11,29            | 16,04            | 21,67            | 25,31            | 24,38            | 20,08            | 14,39            | 7,82             | 1,69             |                  |
| Середній мінімум, °C                          | −9,39            | −8,03            | −3,21            | 3,03             | 7,76             | 13,39            | 19,24            | 18,31            | 14,04            | 8,33             | 1,78             | −4,37            |                  |
| Норма опадів, мм                              | 33               | 34               | 46               | 37               | 29               | 4                | 1                | 1                | 0                | 11               | 21               | 32               |                  |
| Середньомісячна швидкість вітру, м/с          | 1.78             | 2.04             | 2.86             | 3.28             | 2.68             | 2.51             | 2.56             | 2.43             | 2.28             | 2.18             | 1.88             | 1.41             |                  |
| Середньомісячна сонячна радіація, кДж/м²·день | 8802             | 11729            | 14409            | 17882            | 22004            | 26401            | 25932            | 23629            | 20160            | 14716            | 10686            | 8627             |                  |
| --------------------------------------------- | ---------------- | ---------------- | ---------------- | ---------------- | ---------------- | ---------------- | ---------------- | ---------------- | ---------------- | ---------------- | ---------------- | ---------------- | ---------------- |
| Джерело:                                      |                  |                  |                  |                  |                  |                  |                  |                  |                  |                  |                  |                  |                  |